# Mangifera mariana
Mangifera mariana är en sumakväxtart som beskrevs av Buch.-ham.. Mangifera mariana ingår i släktet Mangifera och familjen sumakväxter. Inga underarter finns listade i Catalogue of Life.